# Abattis en Guyane
L’abattis est une méthode ancienne d’agriculture sur brûlis, pratiqué par les peuples amérindiennes et bushinenges en Guyane, issue de traditions amérindiennes millénaires.